# التحف في مذاهب السلف (كتاب)
كتاب التحف في مذاهب السلف لمحمد بن علي بن محمد الشوكاني من علماء اليمن في العقيدة وإتباع السلف الصالح حققه سيد عاصم علي.

## الكتاب
يأصل الشوكاني في الكتاب إلى أهمية إتباع السلف، ويفند اتباع غير ذلك.
حيث صرح بأنه لم يعتنق مذهب السلف تقليداً، وإنما عن اجتهاد واقتناع. ولذلك يقول: "ولتعلم أني لم أقل هذا تقليداً لبعض من أرشدك إلى ترك الاشتغال بهذا الفن، كما وقع لجماعة من محققي العلماء، بل قلت هذا بعد تضييع برهة من العمر في الاشتغال به، وإحفاء السؤال لمن يعرفه، والأخذ عن المشهورين به، والإكباب على مطالعة كثير من مختصراته ومطولاته، حتى قلت عند الوقوف على حقيقته أبياتاً منها:
| التحف في مذاهب السلف (كتاب) | وغاية ما حصلته من مباحثيومن نظري من بعد طول التدبرهو الوقف ما بين الطريقين حيرةفما علم من لم يلق غير التحيرعلى أنني قد خضت منه غمارهوما قنعت نفسي بدون التبحر | التحف في مذاهب السلف (كتاب) |

فيقول في الكتاب «لذلك كان المسلك القويم في الإلهيات والإيمان بما جاء فيها هو مسلك السلف الصالح من الصحابة والتابعين، مِن حمْل صفات الباري على ظاهرها، وفهم الآيات والأحاديث على ما يوحيه المعنى اللغوي العام، وعدم الخوض في تأويلها، والإيمان بها على ذلك دون تكلف ولا تعسف ولا تشبيه ولا تعطيل، وإثبات ما أثبته الله لنفسه من صفاته على وجه لا يعلمه إلا هو، فإنه القائل: (ليس كمثلهِ شيءٌ وهو السميعُ البصيرُ) فأثبت لنفسه صفة السمع والبصر مع نفي المماثلة للحوادث في الوقت نفسه».